# Hartington (Nebraska)
Hartington és una població dels Estats Units a l'estat de Nebraska. Segons el cens del 2000 tenia 1.640 habitants.

## Demografia
Segons el cens del 2000, Hartington tenia 1.640 habitants, 670 habitatges, i 416 famílies. La densitat de població era de 703,6 habitants per km².
Dels 670 habitatges en un 30,1% hi vivien nens de menys de 18 anys, en un 55,4% hi vivien parelles casades, en un 4,3% dones solteres, i en un 37,9% no eren unitats familiars. En el 34,5% dels habitatges hi vivien persones soles el 22,1% de les quals corresponia a persones de 65 anys o més que vivien soles. El nombre mitjà de persones vivint en cada habitatge era de 2,36 i el nombre mitjà de persones que vivien en cada família era de 3,12.
Per edats la població es repartia de la següent manera: un 27,3% tenia menys de 18 anys, un 6,1% entre 18 i 24, un 22,4% entre 25 i 44, un 18,3% de 45 a 60 i un 25,9% 65 anys o més.
L'edat mediana era de 40 anys. Per cada 100 dones de 18 o més anys hi havia 88 homes.
La renda mediana per habitatge era de 33.365 $ i la renda mediana per família de 43.897 $. Els homes tenien una renda mediana de 30.848 $ mentre que les dones 18.452 $. La renda per capita de la població era de 16.133 $. Aproximadament l'1,7% de les famílies i el 6,2% de la població estaven per davall del llindar de pobresa.

## Poblacions més properes
El següent diagrama mostra les poblacions més properes.